# Ints Dālderis
Ints Dālderis (ur. 10 lutego 1971 w Jurmale) – łotewski muzyk i polityk, były dyrektor Łotewskiej Narodowej Orkiestry Symfonicznej, w latach 2009–2010 minister kultury w rządzie Valdisa Dombrovskisa, poseł na Sejm.

## Życiorys
W latach 1990–1995 studiował w Łotewskiej Akademii Muzycznej im. Jāzepsa Vītolsa. Od 1999 związany jako muzyk z Łotewską Narodową Orkiestrą Symfoniczną, pracował także w orkiestrze Łotewskiej Opery Narodowej oraz w orkiestrze symfonicznej z Lipawy. W latach 2005–2006 pełnił obowiązki dyrektora orkiestry Łotewskiej Opery Narodowej. W 2005 rozpoczął pracę jako wykładowca w Łotewskiej Akademii Muzycznej. Od 2006 do 2008 zasiadał w krajowej radzie kultury. W latach 2006–2009 stał na czele Łotewskiej Narodowej Orkiestry Symfonicznej.
12 marca 2009 objął obowiązki ministra kultury w rządzie Valdisa Dombrovskisa z ramienia Partii Ludowej. 19 marca 2010 ogłosił decyzję o rezygnacji z członkostwa w ugrupowaniu i pozostaniu na stanowisku ministra kultury po odejściu TP z koalicji rządowej. W czerwcu 2010 przystąpił do Nowej Ery, z ramienia której uzyskał mandat poselski z wyborach w 2010. 3 listopada 2010 zakończył pełnienie funkcji ministra. Nie wszedł w skład Sejmu XI kadencji w kolejnym roku.
Pracował jako doradca prezydenta, zaś w wyborach w 2013 został radnym Rygi. W wyborach w 2014 uzyskał mandat posła na Sejm XII kadencji z listy Jedności. W 2017 dołączył do ugrupowania Kustība Par!, które założył Daniels Pavļuts, wystąpił jednak z niego w 2018.
Powrócił do Jedności, w 2019 został doradcą ministra finansów Jānisa Reirsa. W 2021 wybrany na radnego miejskiego Jurmały.